# 正六位
正六位（しょうろくい）とは、日本の位階及び神階における位のひとつ。従五位の下、従六位の上に位する。勲等では勲五等に、功級では功五級に相当。
律令制下において六位は下国の国司及び国府の次官である介が叙せられる位であった。地下人の位階とされ、五位以上の貴族（通貴）とは一線を画する位階であり昇殿は許されなかった。ただし、蔵人の場合、その職務上、六位であっても昇殿が許され、五位以上の者と六位蔵人の者を合わせて殿上人と称した。神階においては、正六位が最下位となる。侍は朝廷の実務を担い貴族や諸大夫に仕える、位階六位どまりの侍品（さむらいほん）が元である。六位層は袍が縹色であることから、後には青侍と呼ばれた。
明治時代以降は、少佐の階級にある者などがこの位に叙せられた。
現在、警察官では警視正、消防吏員では消防監などが叙せられるほか、市町村議会議長にあった者、特別施設や学校の創立者、あるいは芸術家で功労ある者などが没後に叙せられる。